# Фергюссон, Джеймс, 6-й баронет
Сэр Джеймс Фергюссон, 6-й баронет (англ. James Fergusson; 14 марта 1832, Эдинбург — 14 января 1907, Ямайка) — британский государственный, политический и военный деятель, генерал-губернатор Новой Зеландии (1873—1874), губернатор Южной Австралии (16 февраля 1869—18 апреля 1873), губернатор Бомбея (1880—1885), член Тайного совета Великобритании, колониальный администратор.

## Биография

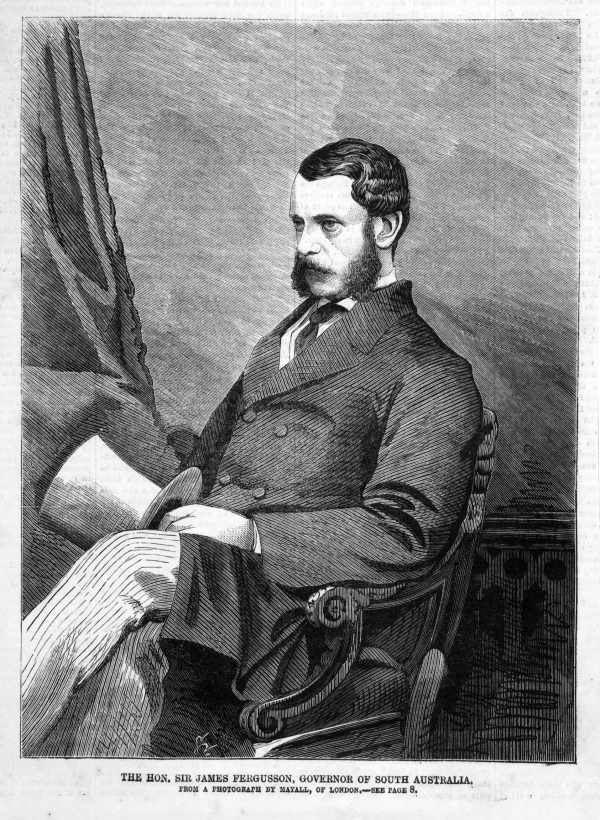
Джеймс Фергюссон

Получил образование в Университетском колледже Оксфорда.
В 1851—1855 годах служил в офицером Гренадерской гвардии британской армии, участвовал в Крымской войне, был ранен в Инкерманском сражении. Вышел в отставку в 1859 году.
В 1866—1867 годах служил заместителем государственного секретаря Индии графа Дерби и заместителем государственного секретаря Министерства внутренних дел. В 1868 году стал тайным советником.
В 1854—1857 и 1859—1868 годах — консервативный член палаты общин Великобритании.
В 1868—1873 годах служил губернатором Южной Австралии, позже в 1873—1874 годах — генерал-губернатор Новой Зеландии, затем — губернатор Бомбея (1880—1885). 
После падения кабинета Гладстона Д. Фергюссон, желая играть активную политическую роль в консервативном министерстве, вернулся в Англию и был вновь избран в палату общин Великобритании в 1885 году; переизбран в 1892, 1895, 1900 годах. 
В 1886—1891 годах был помощником государственного секретаря по иностранным делам в кабинете Салисбюри, с 1891 до 1892 год — генерал-почтмейстером. 
Погиб в результате землетрясения на Ямайке в 1907 году.
Первым браком был женат на дочери графа Далхаузи.  У них было два сына и две дочери.